# Paula Gans

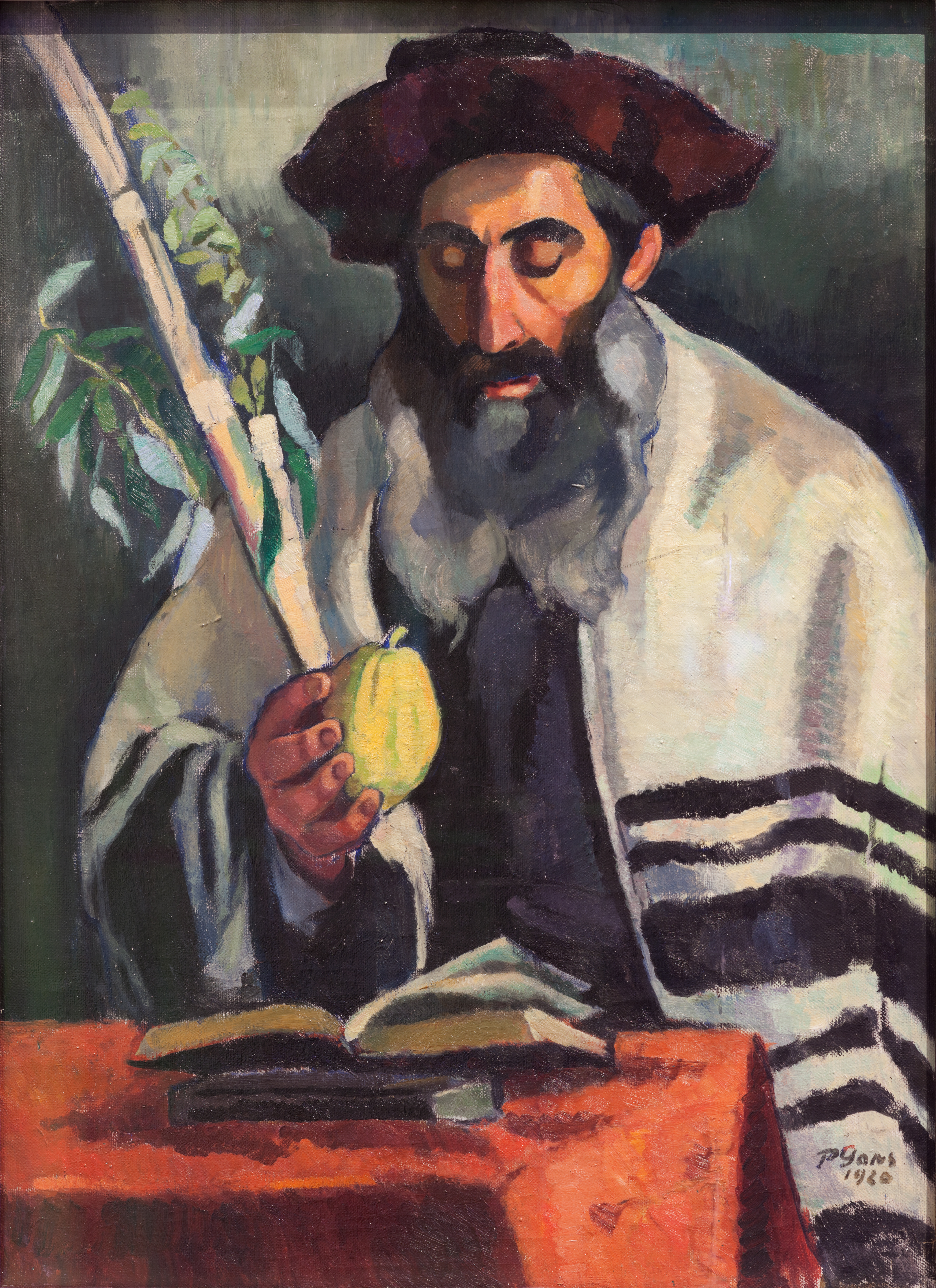
Paula Gans: Im Gebet beim Laubhüttenfest, Öl auf Leinwand, 86 × 62,5 cm, 1920, Museum für Hamburgische Geschichte

Paula Gans (* 9. Mai 1883 in Hronov, Österreich-Ungarn; † 7. November 1941 in Hamburg) war eine tschechische Stillleben-, Porträt- und Aktmalerin, die in Hamburg lebte und arbeitete.

## Leben und Werk
Paula Gans wurde als Tochter von Ignaz Gans und Johanna (geb. Goldberg) geboren. Mit ihrem Bruder Richard (1877–1941) wanderte sie nach Deutschland aus und ließ sich 1920 in Hamburg nieder. Sie hatte sich bald nach ihrer Ankunft in Hamburg mit der Malerin Hertha Spielberg (1890–1977) angefreundet und nutzte mit ihr zusammen ein Atelier im Curiohaus in der Rothenbaumchaussee 15. Hertha Spielberg hatte an der Handwerker- und Kunstgewerbeschule Altona und ab 1910 für drei Jahre an der Académie de la Grande Chaumière in Paris studiert.
Ihre Landschaftsbilder, Akte und Stillleben zeigen, dass sich Paula Gans an den französischen Impressionisten orientierte. Bereits 1920 entstand das Bild Im Gebet beim Laubhüttenfest, das einen Rabbi beim Gebet zeigt. „Das asketische Gesicht mit dem starken Vollbart, der Gebetsmantel und das aufgeschlagene Gebetbuch charakterisieren die Situation konzentrierter Versenkung in das Gebet. Es ist das einzige Bild, das auf die jüdisch-orthodoxe Herkunft Paula Gans’ hinweist.“ Zu ihrem Hamburger Freundes- und Kolleginnenkreis gehörten auch die Malerin Gertrud Schaeffer und die Fotografin Charlotte Rudolph. 1932 reiste der Freundinnenkreis nach Südfrankreich und Paris. In ihrem dort entstandenen Ölgemälde Paris Montmartre, Place du Tertre (1932, 66 × 50 cm) ist der französische Einfluss deutlich zu identifizieren.
Anfang der 1930er Jahre war Gans auch als Porträtistin tätig. Mehrere Porträts des Pianisten Wilhelm Barg und dessen Vater sowie ein Porträt der Künstlerin Gertrud Schaeffer fand man im Nachlass.

## Verfolgung

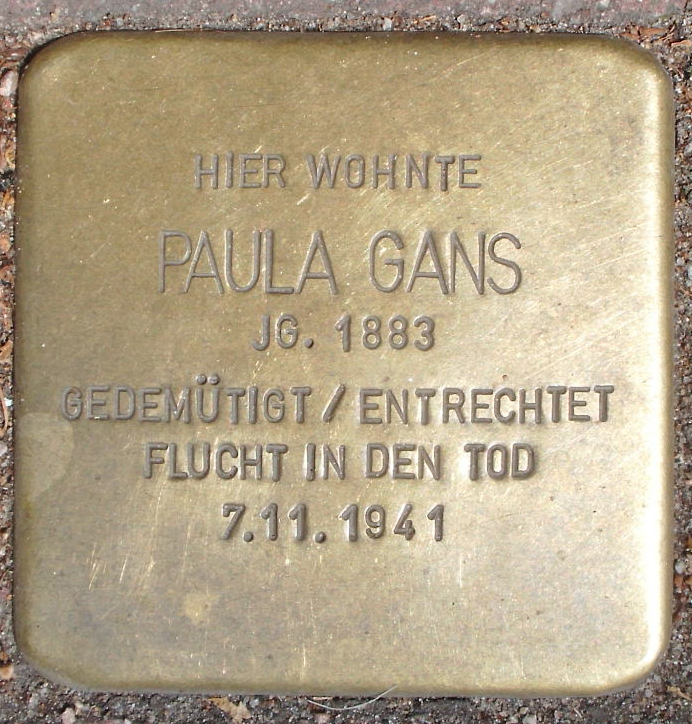
Stolperstein für Paula Gans

Für die Jüdin Paula Gans wurden die Lebensverhältnisse in Hamburg immer stärker eingeengt, das Vermögen auf ein Sperrkonto festgelegt, obgleich sie die tschechische Staatsangehörigkeit besaß, die ihr aber nach der Errichtung des Protektorats Böhmen und Mähren keinen Schutz mehr bot. Am 25. April 1933 wurde sie wegen ihrer jüdischen Abstammung aus der Hamburgischen Künstlerschaft ausgeschlossen. Im November 1941 erhielten Paula und Richard Gans den Bescheid zur Deportation in das Ghetto Minsk. Am 7. November 1941, einen Tag vor der Deportation, nahm sich Paula Gans das Leben. Richard wurde im gleichen Jahr in Minsk ermordet. Vor dem Haus Eppendorfer Baum 10 liegen zwei Stolpersteine für Paula und Richard Gans.
Große Teile ihrer Arbeiten wurden 1977 im Nachlass von Hertha Spielberg gefunden und lassen Umfang und Themen ihres Werkes erkennen.

## Weitere Werke in öffentlichen Sammlungen
- Porträt (wohl Gertrud Schaeffer; Öl auf Leinwand, 105 × 75 cm; Museum Kunst der Verlorenen Generation, Salzburg)[2]

- Akt vor grünem und blauem Tuch (Öl auf Leinwand, 81 × 55 cm; Museum Kunst der Verlorenen Generation, Salzburg)[2]